# Nicolas Fraissinet
 (juin 2010).
Si vous disposez d'ouvrages ou d'articles de référence ou si vous connaissez des sites web de qualité traitant du thème abordé ici, merci de compléter l'article en donnant les références utiles à sa vérifiabilité et en les liant à la section « Notes et références ».
Nicolas Fraissinet, dit Fraissinet, né le 6 septembre 1980 à côté de Lausanne, est un auteur, compositeur, pianiste et interprète franco-suisse.

## Biographie
Après deux années de CPGE littéraire à Annecy au lycée Berthollet, Nicolas Fraissinet s'installe à Paris où il commence à travailler dans le cinéma comme régisseur et assistant mise en scène. Il réalise en parallèle plusieurs courts métrages dont il compose également la musique.
À partir de 2005, il donne ses premiers concerts à Paris (Sentier des halles, Réservoir), tout en continuant ses activités dans le cinéma et de compositeur pour l'image. En 2008, il sort son premier album Courants d'air, qui lui ouvrira les portes de plusieurs festivals (Paléo Festival Nyon, Musilac, Alors Chante) ainsi que la reconnaissance des médias.[réf. nécessaire], Il s’ensuit une tournée qui comptera au total plus de 180 concerts en France, en Suisse, en Belgique et au Canada (Les Francomanias, Le Lion d’or, La Filature, Théâtre de Verdure, Les Trois Baudets…).[réf. nécessaire]
En 2009 il participe aux Jeux de la Francophonie à Beyrouth et remporte la médaille d'or - « meilleur artiste francophone ».
En 2010, il se produit sur les scènes francophones en Suisse, France, Québec, Belgique, après sa participation à l'émission Acoustic de TV5 Monde.
En 2011, en collaboration avec Stuart Bruce (Clarika, Juliette, Loreena Mc Kennitt) et les musiciens qui l’accompagnent sur scène, il sort les 15 titres qui composent Les Métamorphoses, son deuxième album.
2011-2012 : tournée « Les Métamorphoses » en France, Suisse, Québec, Belgique, Italie, Grèce, Espagne...[réf. nécessaire],,,,
Début 2013, en plus de sa formule scénique habituelle (3 musiciens - parfois 10), il entreprend une tournée en formule duo. Il effectue une tournée en Chine au printemps, sous l'égide de l'Ambassade de Suisse. Il devient parrain dans l'émission Un air de famille Suisse, diffusée sur la chaîne RTS Un. Il produit et sort au cours de cette année un album instrumental, Piano d'eau, qui mêle sonorités electro et pianos acoustiques.[réf. nécessaire]
En 2015, il sort son premier album LIVE, enregistré en public par la radio Suisse Option Musique. Il renferme 9 titres réarrangés et 9 titres inédits.
En 2017, en collaboration avec Jean-Paul Dréau (Elton John, Richard Cocciante, Bibi, Michel Polnareff) il sort Voyeurs, Une alliance inédite entre les aspirations Pop-Rock de ses racines anglo-saxonnes et la tradition parolière francophone.
En 2018, il se produit aux côtés de Julie Berthollet et Camille Berthollet dans leur album Entre 2, où il chante le morceau Militaire.
En 2019, il sort son premier roman Des étoiles dans les yeux, éditions Belfond, un projet à la fois littéraire et musical qui donne naissance à son nouveau spectacle du même nom.

## Discographie
- 2005 : EP - 6 titres - Autoproduction - Disques Office
- 2008 : Courants d'Air - Les Pingouins Chanteurs - Disques Office
- 2011 : Les Métamorphoses - Universal Music - Aka Music
- 2013 : Piano d'eau (instrumental) - MuzicBox - Obsidienne Studio[16],[17]
- 2015 : LIVE - Val en Sol
- 2017 : Voyeurs
- 2019 : Des Étoiles dans les Yeux

## Prix et nominations
- 2008 : Lauréat Centre de la Chanson
- 2008 : Prix de l’Esprit Frappeur
- 2009 : Médaille d'or aux Jeux de la Francophonie 2009 - Beyrouth (Liban)
- 2009 : Prix TV5 Monde
- 2009 : Prix SACEM au Festival Jacques Brel à Vesoul
- 2009 : 3e Prix du Public au Festival Alors… Chante!
- 2009 : Prix du Public et du Jury au Festival Éclats
- 2010 - 2014 : Ambassadeur de la Francophonie- Organisation Internationale de la Francophonie
- 2011 : Parrain de la 16e édition de la Semaine de la Francophonie en Suisse[18]
- 2011 : Coup de Cœur Francophone de l’Académie Charles Cros pour l'album « les métamorphoses »[19].
- 2011 : Prix Charles Cros de l'artiste francophone